# La Ville-Dieu-du-Temple
La Ville-Dieu-du-Temple é uma comuna francesa na região administrativa da Occitânia, no departamento de Tarn-et-Garonne. Estende-se por uma área de 26.16 km², e possui 3.173 habitantes, segundo o censo de 2018, com uma densidade de 120 hab/km².